# ビッキーズ
ビッキーズは、かつて活動していた吉本興業所属の日本のお笑いコンビである。2007年10月1日に解散した。

## メンバー
- 木部信彦（きべ のぶひこ、1972年2月24日 - ）
ツッコミ担当。立ち位置は向かって左。
須知の格好とは対照的に、漫才をする際はスーツを着ていた。
解散後、芸能界を引退。先輩芸人であるたむらけんじの店に就職する。

- 須知裕雅（すち ひろまさ、1972年1月26日 - ）
ボケ担当。立ち位置は向かって右。
漫才の時に履いている靴はシークレットブーツである。
はっぴを着て漫才をする。
解散後は「すっちー」と改名し、吉本新喜劇に入団、後に座長に就任する。
高校は大阪府立茨木西高等学校に通っており、同級生にナインティナインの矢部浩之が在籍していた。

## 概要
うめだ花月を拠点としており、須知はハッピを着て漫才を行う。漫才は最近では珍しい「ぼやき漫才」で漫才中にイライラしている須知のボケに対し、木部が温かいツッコミを入れていく漫才をする。テンポの速い漫才であるため下積み時代はよく前説を任されていた（当時は前説KINGと言われていた）。漫才を始める前に須知が観客に飴をばらまくパフォーマンスを行うが、これはその頃から続いているものである、このパフォーマンスは須知が「すっちー」として吉本新喜劇に入団後も流用されている。
漫才をはじめる時には、須知が飴をカゴに入れて持ってきて客席に飴を撒いてから、両手の人差し指を上下に立て「ビキビキ・ビッキーズ！」と言うパフォーマンスをする（現在、このパフォーマンスを笑い飯の哲夫が行うことがあり、最近では第10回M-1グランプリでも披露するほか、ナインティナインも司会を担当するフジテレビの『爆笑ヒットパレード』のオープニングにおいて同様の事を行う）。デビューが遅いため、千原ジュニア、陣内智則、たむらけんじ、ケンドーコバヤシなど、彼らより年下の先輩が多い。
結成当初のコンビ名は「LSD」であり、本人達は自動車の装置であるリミテッド・スリップ・デフ（Limited Slip Differential）の意味で命名したが、周りから薬のLSDと勘違いされてしまうため、1998年夏頃「ビッキーズ」に改名。由来は、2人でタウンページを見ながらコンビ名候補を探していた際に偶然見つけた店名から取った。

## 略歴
脱サラして1996年にコンビ結成。2006年でコンビを結成して10年となり、M-1グランプリへの出場権を失った。参加資格のあった6年間、1度も決勝に進むことはなかったが、毎年準決勝までは進出していた。2007年10月1日、吉本興業の所属タレントが子会社のよしもとクリエイティブ・エージェンシー所属となったその日に解散した。
2018年7月26日、なんばグランド花月で開催されたシャンプーハットの単独イベント『シャンプーハット夏の漫才祭り』に須知がゲスト出演し、さらに木部がサプライズで登場。11年ぶりに一夜限りの復活を果たした。

## 受賞歴
- 2001年 第22回ABCお笑い新人グランプリ 優秀新人賞
- 同年 第31回NHK上方漫才コンテスト 優秀賞
- 同年 第30回上方お笑い大賞 新人賞
- 2002年 第32回NHK上方漫才コンテスト
- 同年度 爆笑オンエアバトルチャンピオン大会セミファイナルA(大阪) 1位、ファイナル8位
- 2003年 第33回NHK上方漫才コンテスト 最優秀賞
- 同年度 爆笑オンエアバトル チャンピオン大会セミファイナル(福岡)1位、ファイナル7位

## 主な出演番組
- ぶらぴ（中国放送）
- 大阪ほんわかテレビ（読売テレビ）
- エンタの神様（日本テレビ）- キャッチフレーズは「笑いの祭り太鼓」
- 痛快!エブリデイ火曜（関西テレビ）
- 新喜劇ボンバー!!（毎日放送）
- 爆笑オンエアバトル（NHK総合）戦績9勝3敗 最高493KB
  - 番組初期は不調だったが、初めて漫才の前に観客に飴を配った2002年6月29日放送の福島収録でオンエアを獲得して以降は一度もオフエアを経験する事なく8連勝を記録。また、次の挑戦回となる同年10月19日放送回で初の連勝を果たし、この回は彼らにとって初の東京収録でのオンエアだった。この回の勝者コメントで東京収録初のオンエアに対し、喜びを表現していた。
  - 通常回では1度もトップ通過を果たした事は無いが、チャンピオン大会のセミファイナルでは2年連続でトップ通過を経験するという珍しい記録を持っている（なお、第5回では974KB、第6回では990KBと2年連続で950KB以上の高得点を記録していた）。しかしファイナルにおいては力を発揮できず、2年連続で上位5位以内に入ることができなかった。
  - 第5回チャンピオン大会 ファイナル8位
  - 第6回チャンピオン大会 ファイナル7位
- っちゅ〜ねん!水曜（毎日放送）
- ?マジっすか!（毎日放送）
- U-CDTV（TBSテレビ）
- マルコポロリ（関西テレビ）
- たかじん胸いっぱい（関西テレビ）
- たかじんONEMAN（毎日放送）
- バラエティー生活笑百科（NHK総合）他多数